# Clara B.-Turcotte
Pour les articles homonymes, voir Turcotte.
Clara B.-Turcotte, née à Montréal en 1985, est une romancière et poétesse québécoise née à Montréal.

## Biographie
Après des études collégiales en arts plastiques, elle obtient un baccalauréat en études cinématographiques. En plus d’être poète et romancière, elle se consacre aussi au travail d’illustratrice.
En 2014, elle publie Mes sœurs siamoises, un premier recueil de poésie pour la jeunesse. L’année suivante, elle signe son premier roman, Demoiselles-cactus, qui rencontre un bon accueil critique et fait notamment partie des finalistes pour le Prix littéraire des collégiens. Son second recueil de poésie, Ciels transitoires, paraît en 2016.
L’œuvre de Clara B.-Turcotte relève de l’écriture de l’intime, ce qui lui permet d'aborder des sujets tels que le rapport au corps et les troubles alimentaires. Dans sa poésie, cet aspect intime de l'écriture de Turcotte se traduit entre autres par l'emploi abondant du je.

## Œuvre

### Roman
- Demoiselles-cactus, publié en 2015 chez Leméac Éditeur[3]

### Poésie
- Mes sœurs siamoises, publié en 2013 chez Groupe d’Édition La Courte Échelle[3]
- Ciels transitoires, publié en 2016 aux Éditions Poètes de brousse[3]

## Honneurs
- 2015 : Finaliste au Prix littéraire des Collégiens, pour Demoiselles-cactus[4]
- 2016 : Finaliste au Grand Prix Littéraire Archambault / Prix de la relève, pour Demoiselles-cactus[1]
- 2016 : Prix AEIQ des lycéens Suède-Barcelone, pour Demoiselles-cactus[1]